# Análisis de Procrustes
Se conoce como análisis de Procrustes a la serie de métodos estadísticos que aplican la teoría de grupos al análisis de conjuntos de datos, para poder compararlos y realizar inferencias de dichas comparaciones. Forma parte del llamado análisis estadístico multivariable. Hurley y Cattel fueron los primeros en acuñar el término análisis de Procrustes. "La teoría del análisis de Procrustes es un conjunto de herramientas matemáticas de mínimos cuadrados para estimar directamente y realizar transformaciones de semejanza simultáneas entre los puntos de coordenadas de un modelo matricial hasta su ajuste máximo. Se evita la definición y la solución de los sistemas clásicos de ecuaciones normales. No se requiere información geométrica previa entre los diferentes objetos componentes del modelo. En este enfoque, los parámetros de transformación se calculan de una manera directa y eficiente, basándose en un conjunto seleccionado de puntos de coordenadas correspondientes. (Beinat y Crosilla, 2001)" También se le denomina superposición de Procrustes o ajuste de Procrustes.

## Tipos de análisis de Procrustes[2]
- Método de Procrustes Ortogonal: Schoenemann (1966)
- Método de Procrustes Ortogonal Extendido:Schoenemann and Carroll (1970)
- Método ortogonal generalizado de Procrustes (para más de dos matrices)(Gower, 1975, Ten Berge,1977).
- Método de análisis de Procrustes ponderado que puede ser de tipo ponderado en las columnas(Lissitz et al., 1976) o a través de las columnas(Koschat y Swayne, 1991) de una configuración matricial.

## Base matemática[3]
Considérense los puntos 
donde "i" = 1,2,3,..."n" y "j" = 1,2,3,..."m" los cuales proporcionan la ubicación en coordenadas cartesianas de los puntos mn en un espacio "p"-dimensional y en el que "m" corresponde al número de configuraciones o escalas de cada "n" puntos "p"-dimensionales. Así se pueden trasladar, rotar, reflejar o escalar las "m" configuraciones para minimizar el criterio de máximo ajuste:
o sea en donde se minimizan las distancias con respecto a un centroide "Gi" elegido de manera consensuada, de los "m" puntos Pj(i). El caso especial de "m" = 2 es el llamado análisis de Procrustes clásico.

## Aplicaciones
Las aplicaciones actuales de los métodos de Procrustes se realizan en morfometría para establecer por ejemplo parecidos en los rostros de personas. También se utiliza en química analítica análisis sensorial por citar algunas.